# Microplexia lithacodica
Microplexia lithacodica är en fjärilsart som beskrevs av Emilio Berio 1964. Microplexia lithacodica ingår i släktet Microplexia och familjen nattflyn. Inga underarter finns listade i Catalogue of Life.